# 释昙宗
昙宗（?—?），隋末唐初少林寺僧人。在620年，唐朝秦王李世民攻打洛阳时，洛阳郑国皇帝王世充的侄子王仁则驻守在辕州，昙宗率领少林寺13武僧生擒王仁则，李世民派上柱国李安远到少林寺奉上《告柏谷坞少林寺上座书》。李世民要封十三僧为官，但昙宗等不愿为官，所以李世民就赐给少林寺田地四十顷，水碾一具。封赏参战僧，封昙宗为大将军僧。这个事情后来衍生出十三棍僧救唐王的故事。

## 相關影視作品
- 1982年《少林寺》，由于海飾演。